# 行軍蟻

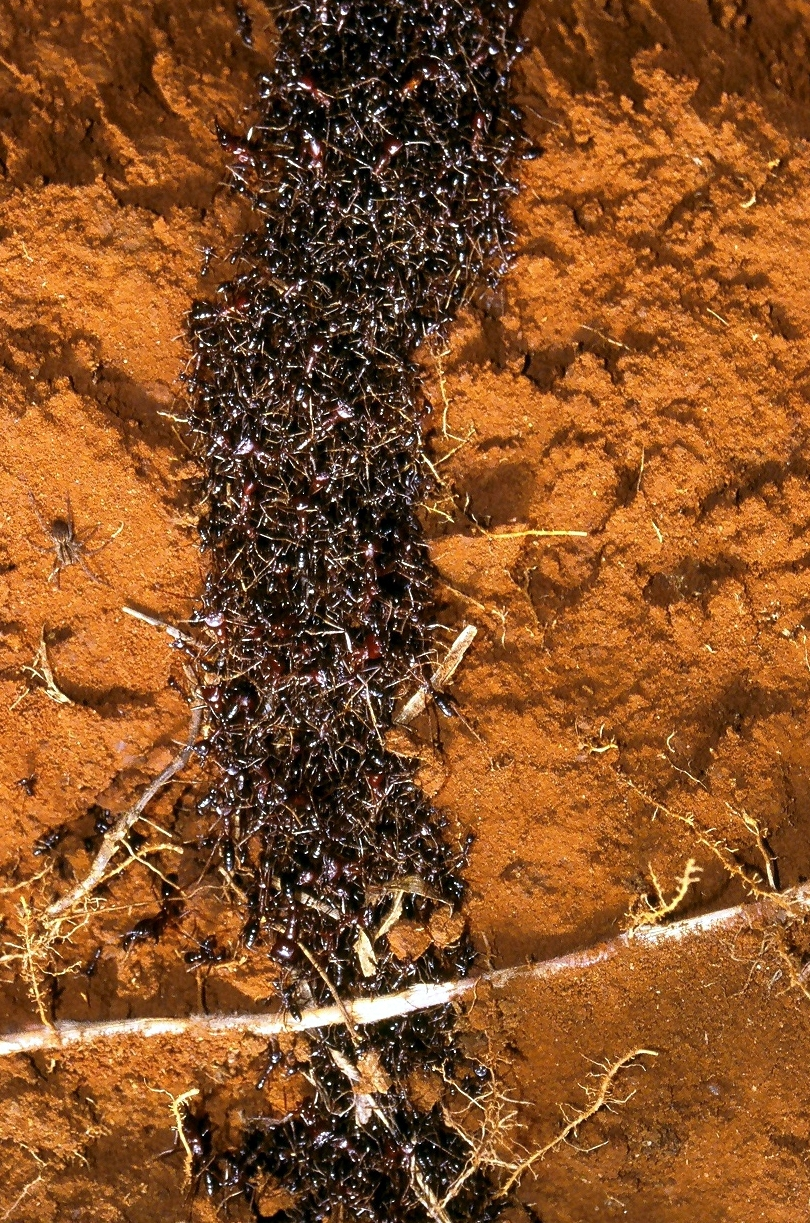
Dorylus wilverthi袭击

行軍蟻（英文：Army Ant）又稱「軍團蟻」，蟻科部份族群（亞科）的泛稱，牠們與其他生物不同之處就是牠們會聚在一起組成侵略小組。侵略小組會在陸地上行走，攻擊獵物。
另一个共同特征是，行军蚁還有一個與大多数其它螞蟻不同的習性，牠們不建永久的巢穴：在它们存在的时间内，蚁群几乎不停地移动。被称为行军蚁的所有物种都属于真蚁族蚁科，但有几个群体独立演化出同样的基本行为和生态综合征。这种综合征常被称为“军团行为”，可能是一种趋同演化的例子。

## 形态

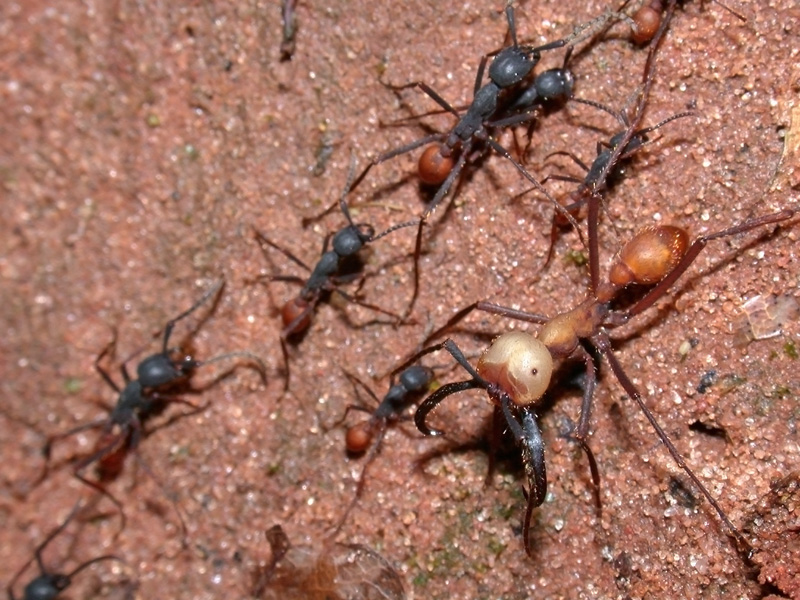
游蚁的兵蚁正在保护行军中的工蚁

### 工蚁
行军蚁的工蚁通常是盲的或者可以将复眼简化成单一镜片。有数种行军蚁中的工蚁，根据身体的差异和工作分配显示出多形性；然而，也有一些物种無多形性。 工蚁為不孕的雌蟲。

### 兵蚁
兵蚁的体型大于工蚁，他们的大顎比工蚁大得多，年长的兵蚁比年轻的兵蚁拥有更大的头部和更强的大顎。它们保护群体，并帮助搬运最重的猎物带到隐匿处。

### 雄蚁
雄蚁体型较大，有大圆柱形腹部，高度特化的大顎和其它蚂蚁中不常见的生殖器。它们的触须有13段，有翅而因此外觀似黄蜂。雄蚁的出生是有性育雏的。当它们一出生，就会飞去寻找蚁后与之交配。在一些雄蚁试图与已有群落的蚁后交配的情况下，接收的工蚁将强行移除掉其翅膀，以便将大个的雄蚁容纳进群体进行交配。

### 蚁后
真正的行军蚁的群落中总是只有一个蚁后，而其它一些蚂蚁种类可以有多个蚁后。蚁后是失明的大腹蚁，但有可能拥有退化的眼睛。行军蚁的蚁后是独一无二的，它们没有翅膀，有一个扩大的腹腔尺寸和一个延长的圆柱形腹部。它们比工蚁大得多，它们的触角有10到12段。蚁后将与多个雄蚁交配，因为它们的大型腹腔，它们每个月可以产下三至四百万个卵，从而导致同步的育雏周期与单一蚁后相有关的数百万个体的群落。

## 物種
廣義上的行軍蟻包含以下物種：
矛蟻亞科 Dorylinae ( Aenictinae, Aenictogitoninae, Cerapachyinae, Ecitoninae and Leptanilloidinae, 2014 )
- Aenictus
- Asphinctanilloides（英语：Asphinctanilloides）
- Cheliomyrmex（英语：Cheliomyrmex）
- 矛蟻屬 Dorylus 行军蚁属
- 游蚁属 Eciton
- Labidus（英语：Labidus）
- Leptanilloides（英语：Leptanilloides）
- 内瓦蚁属 Neivamyrmex（英语：Neivamyrmex）
- Nomamyrmex（英语：Nomamyrmex）

Subfamily Leptanillinae
- Anomalomyrma（英语：Anomalomyrma）
- Leptanilla（英语：Leptanilla）
- Phaulomyrma（英语：Phaulomyrma）
- Protanilla（英语：Protanilla）
- Yavnella（英语：Yavnella）

家蟻亞科 Myrmicinae
- 巨首蚁属 Pheidologeton（英语：Pheidologeton） 拟大头家蚁属

針蟻亞科 Ponerinae
- 细颚猛蚁属 Leptogenys （仅部分物种会行军）细颚针蚁属
- Simopelta（英语：Simopelta）

Subfamily Amblyoponinae
- Onychomyrmex（英语：Onychomyrmex）

## 捕獵和效用

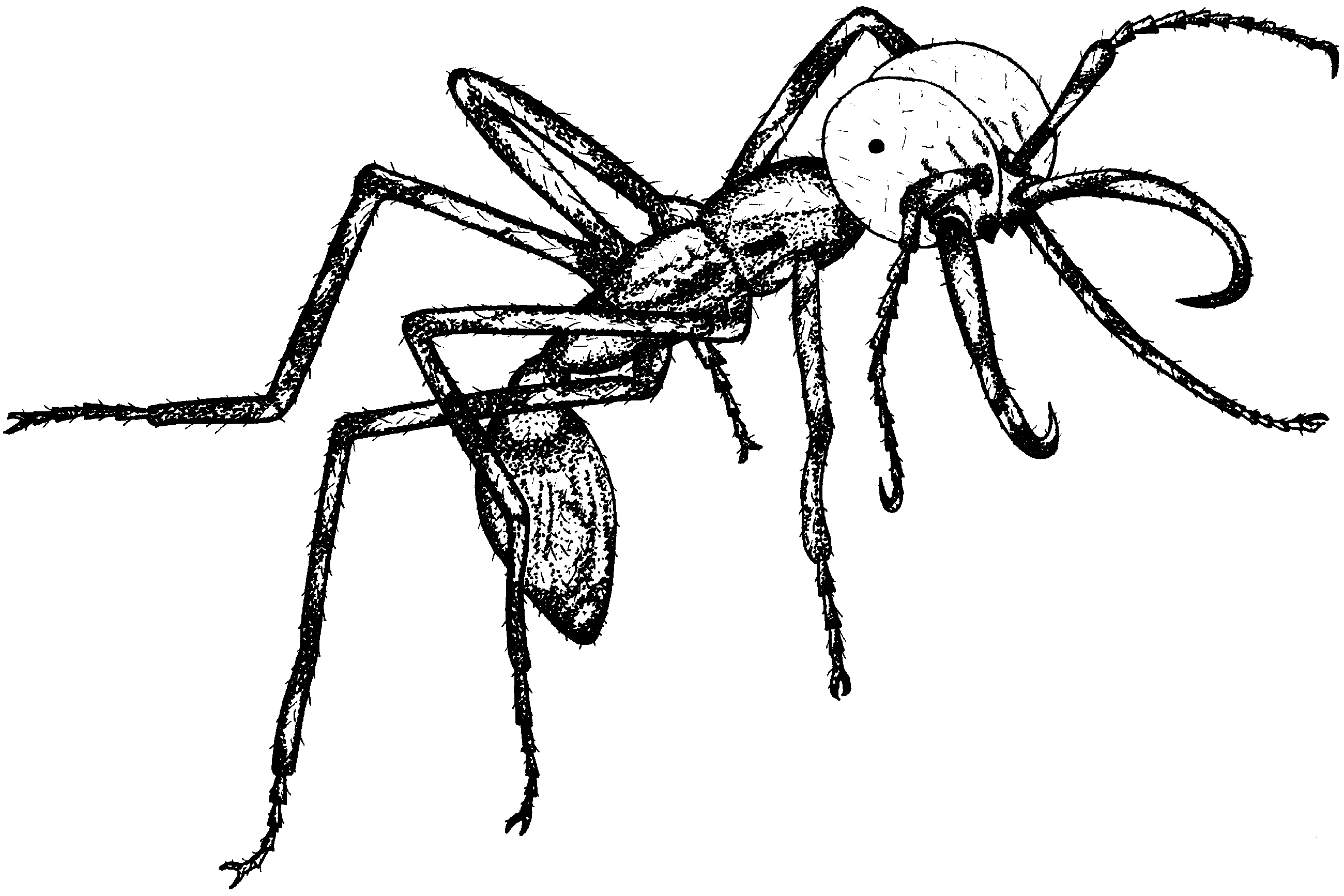
布氏游蚁兵蚁的绘制图

行軍蟻通常是組成一個大軍隊捕獵，牠們一遇到獵物便會用顎把獵物撕碎，在附近把獵物吃完，便會到別的地方繼續捕獵，在尋找獵物的同時，體型較大的行軍蟻會站在行軍蟻軍隊的附近保護軍隊。行軍蟻的攻擊對森林會有一定的好處，攻擊過後的地區會變成一個適宜動物居住的地方。
在一些非洲地區的人會用行軍蟻幫助縫合傷口，他們會讓行軍蟻用顎咬進傷口的邊緣皮膚，再把行軍蟻的頭拔掉，因為行軍蟻的顎會夾住傷口的邊緣皮膚，讓傷口縫合。
当然行军蚁也会为人类吃掉害虫，不过要是被它叮到，会因为它的强烈毒性痛好几天。
只要是踏進他們行進路線上的活物，不管是蛇也好老鼠也好都會被群起圍攻並啃食殆盡，是非常兇的蟻。但是，行軍蟻並不是最兇猛，也有行軍蟻的隊伍會躲避通過的昆蟲，如子彈蟻。

## 分类
历史上，广义上的“行军蚁”是指五种不同蚂蚁亚科的成员。这些亚科中有两个——猛蚁亚科和切叶蚁亚科，只有少数物種有行军行为；其它三个亚科——矛蚁亚科（Dorylinae）、游蚁亚科（Ecitoninae，现已并入矛蚁亚科）和细蚁亚科，所有物種都是行军蚁。

## 大衆文化

### 電影
- 《阿波卡獵逃》：為2006年由梅爾·吉勃遜拍攝的電影，主角「黑豹爪」的妻子幫助兒子用行軍蟻幫助他縫合裂開的傷口。
- ：為2008年由哈里遜·福特拍攝的電影。

## 外部連結
- 讓人膽寒心顫的行軍蟻 （页面存档备份，存于）

## 备注
1. ↑  "There are also interesting [evolutionary] convergences within the ants. Although most ant colonies live a settled existence in a fixed nest, there seems to be a successful living to be made by wandering in enormous pillaging armies. This is called the legionary habit." (Dawkins 1986)